# قیام ورشو
قیام ورشو (لهستانی: powstanie warszawskie؛ آلمانی: Warschauer Aufstand) یکی از مهم‌ترین عملیات‌های جنبش مقاومت لهستان در طی جنگ جهانی دوم بود که برای آزاد سازی ورشو از سلطه آلمان نازی سامان داده شد.
در روز اول اوت سال ۱۹۴۴ میلادی هنگامی که نیروهای ارتش شوروی به نزدیکی ورشو رسیده بودند و پشت رودخانه ویستولا قرار داشتند، اعضای جنبش مقاومت لهستان به رهبری ارتش میهنی در داخل شهر ورشو حمله علیه اشغالگران نازی را شروع کرد. هدف از این قیام که خود جزئی از قیامی بزرگ‌تر و ملی به نام عملیات تندباد بود، پیش‌دستی نسبت به نیروهای شوروی برای در تصرف درآوردن ورشو به عنوان پایتخت و مهم‌ترین شهر لهستان بود. اعضای جنبش مقاومت می‌خواستند از این موقعیت برای بازگشت دولت در تبعید لهستان از لندن و برقراری جمهوری استفاده کنند. اما شوروی که این مسئله را به ضرر خود می‌دید از هرگونه کمک به شورشیان در داخل شهر اجتناب کرد تا بتواند پس از نابودی نیروهای لهستانی، دولت دست‌نشانده خودش را در لهستان برپا کند.
طی روزهای اول قیام قسمت‌های مهمی از شهر به دست شورشیان افتاد اما نیروهای آلمانی در درون نواحی آزادشده هنوز بسیاری از پادگان‌ها و مناطق حساس را حفظ کرده و سرسختانه مقاومت می‌کردند. با گذشت روزهای بیشتر و رسیدن قوای کمکی، نیروهای آلمانی به سازماندهی خود پرداختند و حملات سهمگینی را برای بازپس‌گیری شهر آغاز کردند. در همین حال اما نیروهای روس بی‌توجه به خواست لهستانی‌ها برای کمک از پیشروی و یاری به شورشیان سرباز زدند و در نزدیکی شهر توقف کردند؛ تنها در اواسط ماه سپتامبر تعدادی از لهستانی‌هایی که زیر نظر قوای شوروی می‌جنگیدند از رود ویستولا عبور کرده و خود را به شورشیان رساندند اما برای آن‌ها نیز کمکی ارسال نشد و نتوانستند کاری از پیش ببرند. با افزایش وخامت اوضاع، بریتانیا و آمریکا در قالب عملیاتی تحت عنوان پل هوایی ورشو اقدام به ارسال مهمات و ملزومات از طریق هوا کردند که این کمک‌ها به دلیل عدم همراهی شوروی و دور بودن مسیر و پاره‌ای از مشکلات دیگر ناکافی بود.
این نبرد خونین ۶۳ روز به طول انجامید و بزرگترین عملیات نهضت‌های مقاومت در طول جنگ جهانی دوم بود که منجر به نابودی کامل ورشو و تلفات سنگین غیرنظامی در کنار قتل‌عام‌هاو تجاوزها شد. در طول این قیام اهالی ورشو سعی می‌کردند با راه‌اندازی رادیو و دیگر سرویس‌های شهری، زندگی عادی خود زیر سایه آزادی را ادامه دهند اما در نهایت و در فقدان کمک کارآمد از خارج ورشو، این قیام در روز دوم اکتبر سال ۱۹۴۴ میلادی شکست خورد.
تخمین زده می‌شود در طول این قیام بیش از ۱۵٬۰۰۰ نظامی و ۲۰۰ هزار نفر غیرنظامی لهستانی جان خود را از دست داده باشند. تعداد زیادی نیز به اردوگاه‌های کار آلمان برده شدند و بعداً در آن‌جا کشته شدند. شهر ورشو در طول نبرد آسیب جدی دید و پس از پایان قیام نیز به دستور هیتلر کاملاً ویران شد. نیروهای آلمانی نیز در طول این قیام تلفات زیادی دادند و نزدیک به ۲۰ هزار نظامی آلمانی به علاوه صدها تانک و کامیون و زره‌پوش دیگر از دست رفت.

## پیش زمینه
سال ۱۹۴۴ لهستان پنجمین سال اشغال توسط آلمان نازی را می‌گذراند. پس از تهاجم تابستانه روس‌ها در عملیات باگریشن قوای آلمان در جبهه شرق به شدت آسیب دیده و در حال عقب‌نشینی بودند. روس‌ها پس از آزادسازی بلاروس وارد مرزهای لهستان پیش از جنگ شده و در ماه ژوئیه نیروهای روس به حومه شرقی ورشو رسیدند.

نقشه تقسیم لهستان بر اساس پیمان مولوتوف–ریبنتروپ؛ سمت چپ آنچه که در معاهده تعیین شد و سمت راست آنچه که عملاً اتفاق افتاد.

اما لهستانی‌ها شوروی را نه به چشم نیروی آزادی‌بخش که به دید تجاوزکارانی مانند نازی‌ها می‌دیدند. در سال ۱۹۳۹ شوروی و آلمان نازی با تجاوز به لهستان و اشغال آن، کشور را بر اساس مفاد پیمان مولوتوف-ریبنتروپ که مخفیانه میان خود امضا کرده بودند، تقسیم کردند. ویاچسلاو مولوتف در آن زمان دربارهٔ این تقسیم گفت:
یک ضربت از سمت آلمان و ضربتی دیگر از سمت شوروی به این مخلوق کریه معاهده ورسای پایان داد.
پس از اشغال لهستان توسط این دو نیروی متخاصم، شوروی در نواحی اشغالی خود دست به پاکسازی و سرکوب نیروهای مخالف خود زد که یکی از مهم‌ترین آن‌ها واقعه کشتار کاتین بود. طی این کشتار ده‌ها هزار لهستانی شامل روشنفکران، قضات، فعالان سیاسی و تعداد زیادی از نظامیان لهستانی که اسیر شده بودند توسط کمیساریای خلق در امور داخلی اتحاد جماهیر شوروی اعدام شدند.
با شروع عملیات بارباروسا در سال ۱۹۴۱ توسط آلمان نازی، تمامی لهستان به اشغال آن‌ها درآمد اما در ۱۹۴۴ بار دیگر شوروی در حال نزدیک شدن به لهستان بود و با توجه به سیر وقایع مشخص بود که به زودی تمام لهستان به دست قوای شوروی خواهد افتاد. مقامات لهستانی سعی می‌کردند تا از طریق سوییس و واتیکان با آلمانی‌ها ارتباط گرفته تا شاید بتوانند ایشان را متقاعد کنند که با اعلام شهر ورشو به عنوان شهر آزاد آن را از خطر تخریب و اشغال توسط شوروی دور نگاه دارند. اما آلمانی‌ها در نظر داشتند تا با تبدیل ورشو به دژی مستحکم دست به مقاومت در برابر قوای ارتش سرخ بزنند.
نگاه استالین به آینده لهستان با آنچه که متحدین غربی‌اش در سر داشتند تفاوت داشت. در سال ۱۹۴۳ میلادی و پس از کشف واقعه کشتار کاتین، دولت قانونی در تبعید لهستان که در لندن مستقر بود خواستار تحقیق دربارهٔ نقش شوروی در این کشتار شد و در نتیجه این درخواست شوروی رابطه خود با دولت در تبعید لهستان را قطع کرد. در همین زمان به دستور استالین نیروهای لهستانی طرفدار شوروی در خاک روسیه سازمان یافتند تا پس از آزادی لهستان از طریق ایشان کمونیسم در لهستان برقرار و این کشور تبدیل به یکی از اقمار شوروی شود. بعد از این دستور استالین، در ماه ژوئیه کمیته آزادی‌بخش ملی لهستان تشکیل شد تا در آینده دولت مورد نظر شوروی را در لهستان تشکیل دهد. در جبهه‌های نبرد نیز، ارتش سرخ با وجود یاری نیروهای مقاومت لهستانی به روس‌ها در پیش‌روی به سمت غرب، پس از پایان نبرد واحدهای اِن‌کاوه‌ده عملیات پاکسازی لهستانی را آغاز می‌کردند که شامل خلع سلاح، اعدام، زندانی و تبعید نیروهای لهستانی بود.
با توجه به این رویه در پیش گرفته شده از سوی حکومت شوروی جنبش مقاومت لهستان عملیاتی را طرح‌ریزی کرد تا در هنگام رسیدن نیروهای شوروی به نزدیکی ورشو طی قیامی شهر را آزاد کند. هدف این عملیات این بود که پیش از اشغال شهر به دست قوای ارتش سرخ با آزاد کردن آن توسط جنبش مقاومت از افتادن کنترل شهر در دوران بعد از جنگ به دست طرفداران شوروی جلوگیری کرده و زمینه برای بازگشت دولت در تبعید لهستان که آن زمان در لندن مستقر بود را فراهم آورد.
نیروهای مقاومت لهستان امیدوار بودند بتوانند با قیام، چند روز پیش از ورود ارتش سرخ به ورشو از اعتبار کسب‌شده و پایتخت آزادشده به عنوان شروعی برای آزادی کل لهستان استفاده کنند. در ۲۶ ژوئیه ۱۹۴۴ دولت در تبعید لهستان به نیروهای حاضر در لهستان اشغالی اختیار داد تا قیام سراسری را برنامه‌ریزی کنند. در روز ۳۱ ژوئیه با شنیدن خبر رسیدن قوای ارتش سرخ به نزدیکی رودخانه ویستولا در حاشیه شهر ورشو جنبش مقاومت تصمیم گرفت قیام را شروع کند اما در شرق شهر ارتش آلمان توانسته بود پیشروی روس‌ها را متوقف کند و آن‌ها را تا حدی به عقب براند، با این حال از نظر جنبش شروع قیام اجتناب‌ناپذیر بود.

## توان طرفین

### لهستانی‌ها

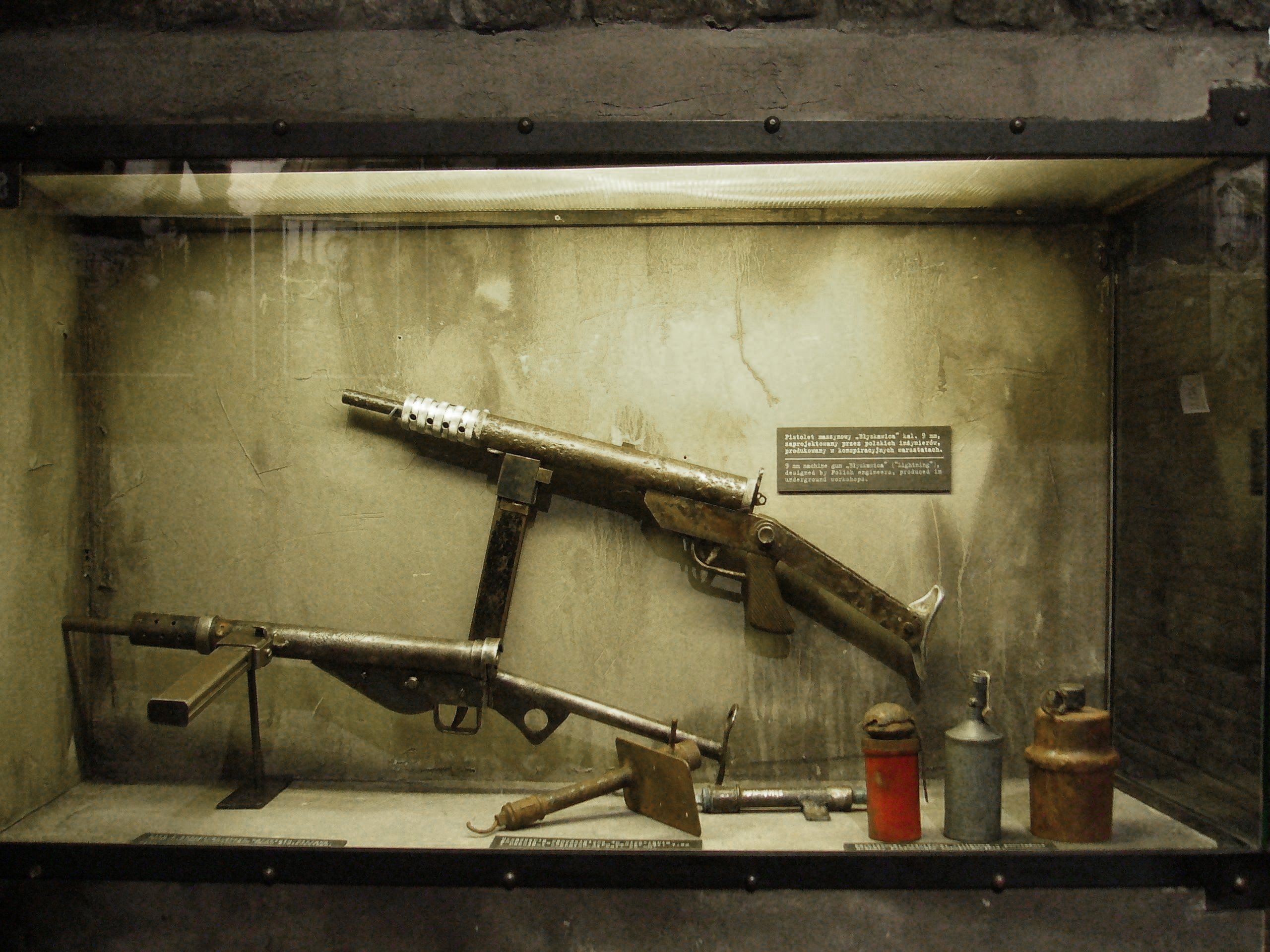
نمونه‌ای از سلاح‌های مورد استفاده ارتش میهنی.

قوای شورشیان بین ۲۰ تا ۴۰ هزار نفر تخمین زده می‌شود که از این میان نزدیک به ۴۰۰۰ نفر از آنان را زنان تشکیل می‌دادند. از کل این نیروها تعداد ۲۳٬۰۰۰ نفر نیروهای آماده رزم بودند. علاوه بر این تعداد ۳۵۰۰ نفر نیز از دیگر گروه‌های مقاومت در ورشو حضور داشتند که عمدتاً سال‌ها در جنگ چریکی و جنگ شهری آموزش دیده بودند با این وجود هیچ‌کدام از این نیروها آماده یک نبرد طولانی‌مدت نبودند. علاوه بر نیروهای عضو گروه‌های مقاومت در طول دوره قیام داوطلبان زیادی از مردم عادی و همچنین یهودیان آزادشده از گتوی ورشو به شورشیان پیوستند. صدها داوطلب خارجی نیز در قیام ورشو حضور داشتند که دوشادوش نیروهای مقاومت علیه نیروهای آلمانی جنگیدند. تخمین زده می‌شود افرادی از بیش از ۱۵ ملیت در جریان این قیام در کنار لهستانی‌ها جنگیدند که در میان آن‌ها حتی یک سیاه‌پوست اهل نیجریه به نام «آگوست آگبولا اوبراون» حضور داشت که با نام مستعار علی شناخته می‌شد. این داوطلبان خارجی عمدتاً اسرا یا زندانیان فراری از اردوگاه‌ها یا شهروندان خارجی بودند که پیش از جنگ در ورشو اقامت داشتند. تمامی این گروه‌های مقاومت تحت رهبری ارتش میهنی در جریان قیام به عملیات می‌پرداختند.
در طی ماه‌های پیش از قیام فرماندهان ارتش میهنی برای کمک به واحدهایی که در شرق کشور مشغول عملیات بودند مقداری از نفرات و مهمات را از ورشو به سوی آن نواحی ارسال کردند که همین مسئله موجب کمبود مهمات نیروهای حاضر در ورشو شد. در شروع قیام تنها سلاح به اندازه مسلح کردن ۲۵۰۰ نفر و مهمات کافی برای فقط ۷ روز نبرد وجود داشت، امید شورشیان به غنیمت گرفتن سلاح از نیروهای آلمانی و همچنین کمک‌های هوایی متفقین بود. روز شروع قیام (۱ اوت ۱۹۴۴) نیروهای لهستانی مجموعاً دارای این تعداد سلاح بودند: ۱۰۰۰ قبضه تفنگ، ۱۷۰۰ قبضه اسلحه کمری، ۳۰۰ قبضه تپانچه خودکار، ۶۰ قبضه مسلسل دستی، ۷ قبضه مسلسل، ۳۵ قبضه سلاح ضد تانک و کارابین، ۲۵٬۰۰۰ عدد نارنجک دستی. ذخیره مهمات هم در موقعیت بسیار بدی قرار داشت. ۱۹۰۰ فشنگ کاربین، ۳۰۰۰ فشنگ مسلسل دستی و ۵۰۰۰ فشنگ مسلسل تمام دارایی زرادخانه جنبش مقاومت بود. در طول قیام علاوه بر بارریزی هوایی محدود متفقین و تولید سلاح توسط کارگاه‌های نیروهای مقاومت، منبع اصلی تأمین سلاح و مهمات مورد نیاز غنیمت گرفتن آن از نیروهای آلمانی بود. نیروهای مقاومت در این میان حتی توانستند دو عراده تانک پنتر و تعدادی خودرو زرهی دیگر را از نیروهای آلمانی غنیمت بگیرند. همچنین آن‌ها در طول قیام خود دست به ساخت یک خودرو زرهی به نام کوبوش زدند که می‌توانست ۷ تا ۱۲ سرباز را حمل کند.

### آلمانی‌ها
در مقابل، پادگان نیروهای آلمانی در داخل ورشو دارای ۱۱ تا ۱۳ هزار سرباز مسلح بود که با ایجاد سنگرهای بتنی و شبکه‌های دفاعی از مدت‌ها پیش آماده دفاع از شهر بودند. علاوه بر این در حدود ۵۰۰۰ نفر از نیروهای اس اس و پلیس در شهر حضور داشتند که به این تعداد باید گروه‌های شبه نظامی طرفدار آلمان مانند زوندردینست را هم اضافه کرد. با شروع قیام ارسال کمک‌های روزانه برای نیروهای آلمانی باعث شد تعدادشان تا ۵۰ هزار نفر هم افزایش بیابد. بر خلاف نیروهای جنبش مقاومت لهستان که تنها مسلح به سلاح‌های سبک بودند ارتش آلمان از پشتیبانی زرهی، هوایی و توپخانه بهره می‌برد.

## قیام

### آغاز نبرد

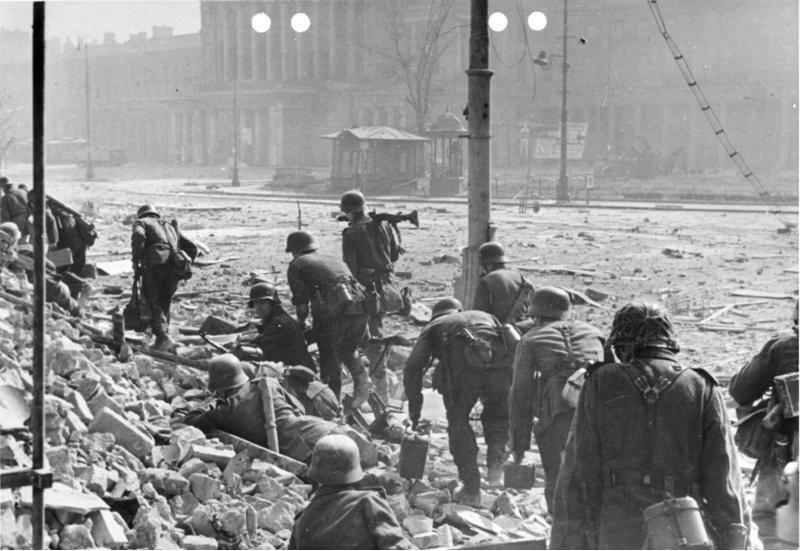
سربازان آلمانی در حال جنگ با جنبش مقاومت لهستانی در میدان تئاتر ورشو، سپتامبر ۱۹۴۴.

در روز ۱ اوت ۱۹۴۴ قوای شورشی به رهبری ارتش میهنی و فرماندهی ژنرال کوموروفسکی و ژنرال آنتونی خروشچل در ساعت ۵ عصر حمله علیه مواضع نیروهای آلمانی در شهر را آغاز کردند. به دلیل ضعف ارتباط میان واحدها عملیات به صورت ناهماهنگ آغاز شد. نیروهای لهستانی در پناه خمپاره‌هایی که از پشت بام‌ها پرتاب می‌شد با اتکا به سلاح‌های سبک خود حمله به ۱۸۰ مرکز تعیین شده را آغاز کردند. عمده مراکز تعیین‌شده ساختمان‌های اداری مهم به علاوه مراکز اس اس و ورماخت، مراکز پلیس، پادگان‌ها و انبارهای مهمات را دربرمی‌گرفت. حمله به این مراکز که اکثراً داری امکانات دفاعی قدرتمندی بودند توسط نیروهای آلمانی پس زده شد و نیروهای لهستانی علی‌رغم آنکه توانستند بر بخش‌هایی از مرکز شهر و قسمت قدیمی شهر تسلط پیدا کنند اما حملاتشان به فرودگاه، ایستگاه راه‌آهن و مناطق نظامی مهم با شکست مواجه شد. در ناحیه شرقی رودخانه به علت تمرکز شدید نیروهای آلمانی که در حال تشکیل خطوط دفاعی برای نبرد با نیروهای روس بودند جنگ فقط سه روز طول کشید و در نواحی دیگر هم با وجود موفقیت در تحت کنترل درآوردن یک منطقه، ساختمان‌ها و مراکزی در دست نیروهای آلمانی باقی ماندند که وجود همین هسته‌های مقاومت نیروهای آلمانی در سرتاسر شهر باعث می‌شد تا نیروهای لهستانی نتوانند با یکدیگر ارتباط برقرار کرده و به نواحی بیرون از شهر متصل شوند.
حداکثر پیشروی قوای شورشی در روز ۵ اوت به دست آمد اما اندک‌اندک نیروهای کمکی آلمانی متشکل از هزاران نیروی پلیس و واحدهای کمکی اس اس که طی روزهای ۳ و ۴ اوت به ورشو رسیده بودند جلوی موج حملات نیروهای ارتش میهنی لهستان را گرفتند. مقامات آلمانی از وقوع این شورش بزرگ بسیار عصبانی و ناراحت بودند. فرمانده نیروهای اس اس، هاینریش هیملر طی دستوری اعلام کرد:
هر جنبنده‌ای باید کشته شود، هیچ اسیری گرفته نخواهد شد، ورشو باید از روی زمین محو شود تا تمام اروپا مثالی هولناک را در پیش‌روی خود داشته باشند.
از همین رو نیروهای آلمانی به صورت منظم برای سرکوب شورش قوای کمکی اعزام می‌کردند و تا ۲۰ اوت بیش از ۲۵٬۰۰۰ نیروی آلمانی در ورشو حضور داشت. همچنین آلمانی‌ها برای انهدام استحکامات نیروهای شورشی علاوه بر نیروی هوایی و توپخانه از مین شنی‌دار جالوت و یکی از سنگین‌ترین توپ‌هایشان یعنی (کارل گرات) استفاده کردند که باعث تخریب شدید شهر و تلفات سنگین غیرنظامی شد.

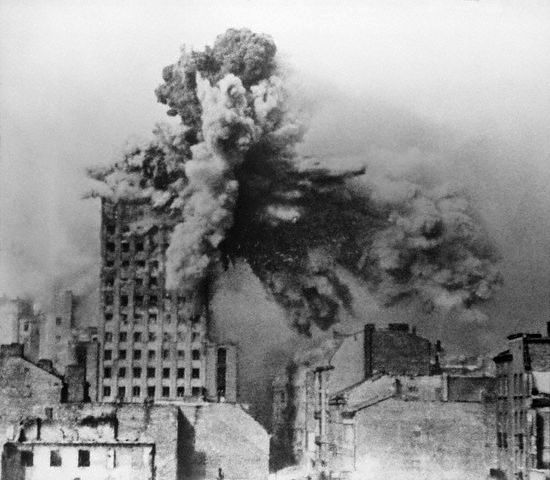
تصویری از برخورد پرتابه توپ کارل گرات با ۲ تن وزن به ساختمانی در جریان قیام ورشو.

### توقف

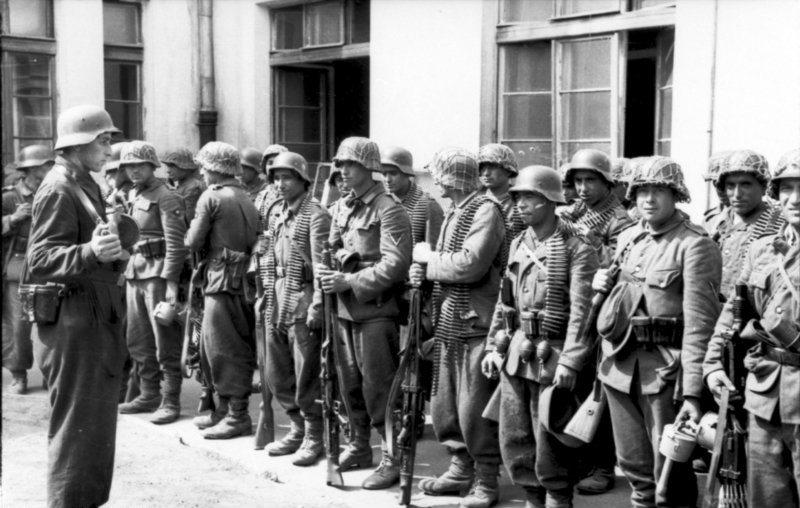
اعضا اس اس آذری در طول قیام ورشو

با فروکش کردن حملات نیروهای لهستانی و از راه رسیدن نیروهای کمکی، آلمانی‌ها شروع به ضد حمله برای بازپس‌گیری شهر کردند. راه حل نیروهای آلمانی برای درهم شکستن قیام استفاده انبوه از نیروی هوایی، توپخانه و زره‌پوش‌ها بود که لهستانی‌ها توان مقابله با آن را نداشتند. آن‌ها بلوک‌به‌بلوک اقدام به پاکسازی شورشیان، کشتار ساکنان و انهدام ساختمان‌ها می‌کردند. نیروهای آلمانی برای شکستن روحیه نیروهای لهستانی بدون توجه به سن و جنسیت دست به تجاوز و کشتار می‌زدند.
از همان ابتدای حمله، شورشیان سرتاسر شهر را سنگربندی کرده و آماده دفاع در برابر نیروهای آلمانی شدند. اولین ناحیه‌ای که آلمانی‌ها به آن حمله کردند در سمت غربی ورشو قرار داشت. با تصرف این نواحی علاوه بر جداسازی متصرفات شورشیان نیروهای آلمانی به پل‌های روی رودخانه می‌رسیدند و می‌توانستند ارتباط خودشان را با سمت شرقی رودخانه دوباره برقرار کنند تا به نیروهایشان در آن سمت رودخانه که در حال جنگ با روس‌ها بودند مهمات و اقلام مورد نیاز را برسانند. همچنین آلمانی‌ها باید فرمانده پادگان و فرماندار ورشو را که به همراه نیروهایشان در برول پالاس گیر افتاده بودند را آزاد می‌کردند. دو محله‌ای که در این ناحیه قرار داشتند وولا و اوختا بودند.
در روز ۲ اوت اولین تهاجم نیروهای آلمانی به این دو محله شروع شد. در ابتدا نیروهای مقاومت در برابر فشار نیروهای آلمانی مجبور به عقب‌نشینی شدند اما در نهایت با اتکا به مواضع مستحکم‌شان توانستند موج حمله را متوقف کنند. طی دو روز بعدی واحدهای کمکی آلمانی به این نواحی رسیدند و حملات سنگین‌تری با پشتیبانی تانک‌ها آلمانی شروع شد. نیروهای آلمانی از مردم غیرنظامی به عنوان سپری استفاده می‌کردند تا بتوانند مواضع لهستانی‌ها را تصرف کنند و هواپیماهای آلمانی برگه‌هایی را در سرتاسر شهر می‌ریختند که از شورشیان می‌خواست تا تسلیم شوند. طی این دو روز چندین بار مواضع بین طرفین دست‌به‌دست شد. نیروهای آلمانی با حمایت سنگین نیروی هوایی و توپخانه و به کار گرفتن تانک‌های سنگین سعی داشتند مواضع لهستانی‌ها را شکافته و در آن پیشروی کنند اما هر بار با مقاومت سنگین اعضای مقاومت لهستان مجبور به عقب‌نشینی می‌شدند. بیمارستان‌های شهر پر بود از مجروحانی که هر لحظه به تعدادشان اضافه می‌شد. در شب ۵ اوت اولین کمک‌های خارجی با چتر در قبرستان محله وولا ریخته شد که باعث تقویت توان لهستانی‌ها در مقابله با زرهی آلمانی‌ها شد. در همان روز لهستانی‌ها با کمک دو تانکی که از آلمانی‌ها غنیمت گرفته بودند به پادگان گتوی ورشو حمله کردند و توانستند ۳۵۰ یهودی اسیر در آنجا را آزاد کنند. روز ۶ اوت نیروهای آلمانی بالاخره توانستند به برول پالاس رسیده و نیروهای در محاصره را آزاد کنند. تا روز ۱۱ اوت نبرد سنگین در دو محله به پایان رسید و آلمانی‌ها عملیات پاکسازی را شروع کردند. به فرمان هیتلر شهر باید نابود می‌شد، تمام مردم غیرنظامی و اسرای جنگی اعدام می‌شدند و خانه‌ها به آتش کشیده می‌شد. تخمین زده می‌شود در این دو محله در طی یک هفته نزدیک به ۴۰٬۰۰۰ غیرنظامی شامل زنان، کودکان، کشیشان، خدمه بیمارستان و زخمی‌ها کشته شدند.

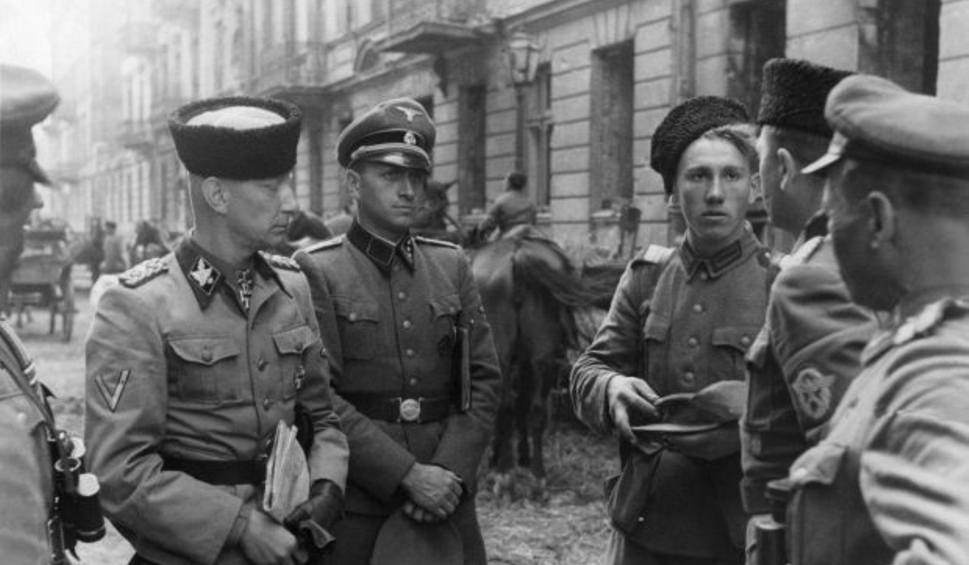
گروپنفورر هاینز راینفارت ملقب به قصاب وولا با کلاه قزاقی در سمت چپ تصویر.

با سقوط محله‌های غربی، نیروهای آلمانی از روز ۱۲ اوت حمله به محله قدیمی شهر را آغاز کردند. میدان نبرد در این قسمت بسیار خشن و بی رحمانه بود. تمرکز آتش توپخانه و بمباران نیروی هوایی آلمان نازی در این ناحیه یکی از بزرگترین آتشباری‌های جنگ جهانی دوم بود. نیروهای آلمانی علاوه بر نیروی هوایی، زرهی و توپخانهٔ معمول از قطار زرهی نیز کمک گرفتند. همچنین آن‌ها از ۱۵ اوت توپ کارل گرات را که می‌توانست پرتابه‌هایی تا وزن ۲ تن را شلیک کند در ناحیه تازه تصرف شده وولا مستقر کردند و بمباران نواحی در تصرف شورشیان را آغاز کردند. در این زمان نیروهای روس تنها چند کیلومتر با ورشو فاصله داشتند اما هیچ اقدامی برای کمک به نیروهای لهستانی یا سرکوب نیروی هوایی آلمان انجام نمی‌دادند و آلمانی‌ها با فراغ بال کامل به تخریب شهر می‌پرداختند.
نیروهای ارتش میهنی لهستان در شهر قدیم با تمام توان به مقاومت می‌پرداختند و نبرد خانه‌به‌خانه جریان داشت. تلفات هر دو طرف بسیار بالا بود به طوری که در طول نبرد برای شهر قدیم، آلمانی‌ها روزانه ۱۵۰ نفر تلفات می‌دادند. در روزهای ۲۰ و ۲۱ اوت شورشیان حملاتی را به سوی استحکامات آلمانی‌ها ترتیب دادند تا بتوانند حلقه محاصره را بشکنند اما با وجود دادن ۴۰۰ نفر کشته و زخمی نتوانستند کاری از پیش ببرند. علی‌رغم وجود فشار زیاد نیروهای آلمانی، لهستانی‌ها تا ۲ سپتامبر به مقاومت پرداختند و نهایتاً بعد از اتمام مهماتشان ۱۵۰۰ نفر از نیروهای مقاومت با کمک مسیرهای فاضلاب که در طول قیام تنها راه ارتباطی نیروهای مقاومت بود دست به عقب‌نشینی به سمت مرکز شهر زدند. ۲۵۰۰ نفر هم که به علت جراحات جدی توانایی تخلیه نداشتند و تصمیم گرفته بودند به همراه خدمه بیمارستان همراه مجروحان باشند در محله باقی ماندند که همگی توسط نیروهای آلمانی کشته شدند.

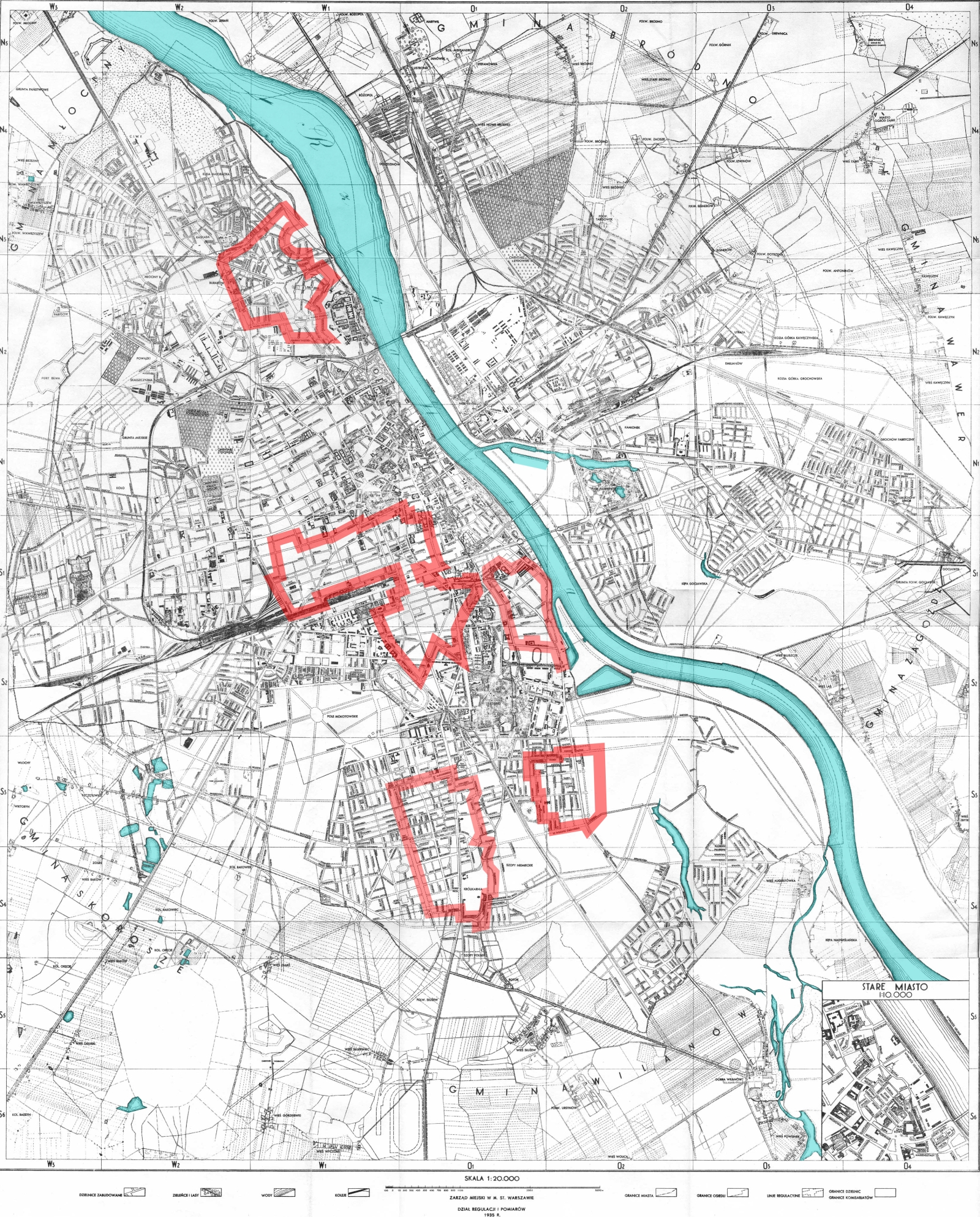
نواحی تحت تصرف لهستانی‌ها پس از سقوط شهر قدیم، ۱۰ سپتامبر ۱۹۴۰.

در نواحی پرتراکم‌تر نیروهای شورشی با استفاده از وضعیت ساختمان‌ها می‌توانستند تا حدی از برتری آلمان‌ها کاسته و حملات موفق‌تری را سازمان‌دهی کنند. یکی از مهم‌ترین این عملیات‌ها آزادسازی ساختمان شرکت تلفن لهستان بود که به واسطه ارتفاعش نقش مهمی در ناحیه مرکزی شهر داشت. این ساختمان از روز اول نبرد در محاصره نیروهای لهستانی قرار داشت و نازی‌ها تلاش بسیاری برای رهایی آن از محاصره کرده بودند که همه آن‌ها بی‌نتیجه بود. در نهایت روز ۲۳ اوت مقاومت نیروهای آلمانی درهم شکسته شد و ساختمان به تصرف شورشیان درآمد. از این ساختمان مقادیر بسیاری سلاح به دست نیروهای مقاومت افتاد و بین ۶۵ الی ۷۶ نیروی آلمانی اسیر شدند. این ساختمان پس از تصرف توسط لهستانی‌ها به مرکز فرماندهی ارتش ملی تبدیل شد.

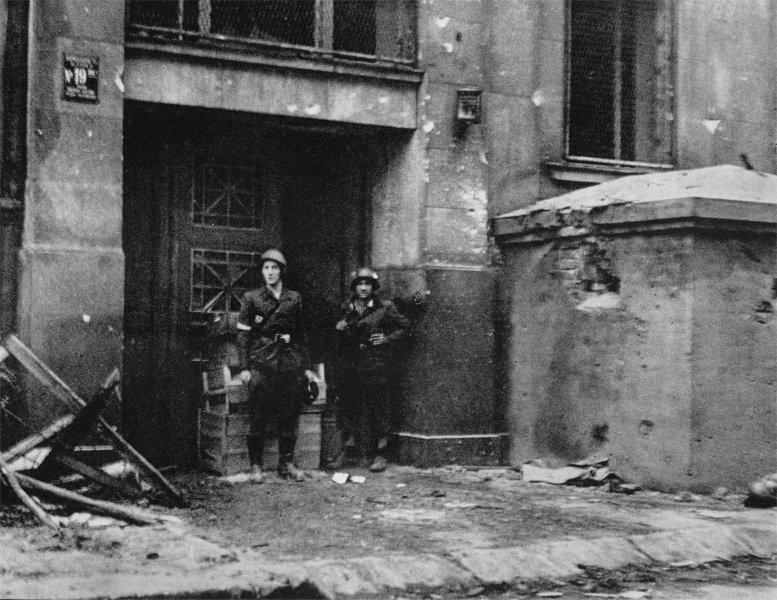
سربازان ارتش میهنی در مقابل ساختمان شرکت تلفن لهستان.

در ۲۶ اوت نیروهای شوروی تهاجم خود در شرق رود ویستولا را از سر گرفتند و در نهایت نیروهای آلمانی در ۱۳ سپتامبر با عقب‌نشینی به سمت غرب رودخانه همه پل‌های باقی مانده را منهدم کردند. واحدهایی از ارتش اول لهستان که نیروهای لهستانی تحت کنترل شوروی بودند سعی کردند با عبور از رودخانه خود را به شهر برسانند اما علی‌رغم برخورداری از پشتیبانی هوایی و توپخانه، به علت حجم بالای آتشبار آلمانی‌ها بر روی رودخانه تنها قسمت‌های کوچکی از این نیروها توانستند طی روزهای ۱۴ و ۱۵ سپتامبر خود را به نیروهای شورشی برسانند. آلمانی‌ها نیز با تشدید حملات خود بر روی مواضع لهستانی‌ها سعی کردند از ادامه این روند جلوگیری کنند. در ادامه و علی‌رغم مقاومت سخت نیروهای شورشی در حاشیه رودخانه، نیروهای شوروی از اجرای عملیات عبور از رودخانه امتناع ورزیدند و آن را به ۴ ماه بعد موکول کردند. در نهایت و پس از روزها مقاومت شدید، نیروهای ارتش سرخ اقدام خاصی برای کمک به شورشیان نکردند و با برکنار شدن فرمانده ارتش اول لهستان، آن‌ها نیز مجبور شدند در ۱۹ سپتامبر همراه با نیروهای باقی مانده از ارتش میهنی به سمت شرقی رودخانه عقب‌نشینی کنند.

### تسلیم

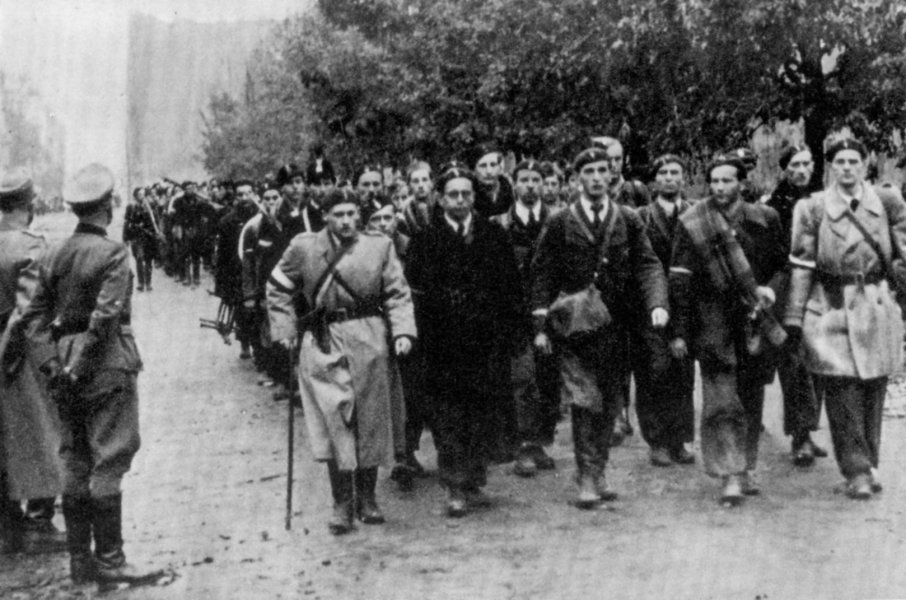
رژه تسلیم نیروهای لهستانی در ۵ اکتبر ۱۹۴۴.

با ادامه یافتن نبرد نیروهای شورشی که حالا تنها مرکز شهر را در اختیار داشتند متوجه شدند که نیروهای شوروی هرگز به کمک آن‌ها نخواهند آمد. مهمات و ملزومات در وضعیت بسیار بدی قرار داشت و دیگر امیدی به پیروزی نبود. از دیگر سو در ۲۷ سپتامبر مقامات آلمانی اعلام کردند با اسرای لهستانی طبق کنوانسیون ژنو رفتار خواهند کرد. دو روز بعد در اثر حمله عظیم نیروهای آلمان و با وجود مقاومت شدید نیروهای لهستانی نواحی دیگری سقوط کردند و وضعیت به شدت حاد شد. با امضا قرارداد تسلیم توسط فرماندهان لهستانی، مخاصمات در ورشو پایان یافت و در نهایت پس از ۶۳ روز مقاومت در روز ۲ اکتبر ۱۹۴۴ نیروهای ارتش میهنی لهستان به صورت کامل تسلیم شدند و قیام ورشو پایان یافت.

## زندگی در پشت جبهه
در هنگام شروع قیام مردم شهر از همه وقایع بی‌اطلاع بودند اما ناگهان و طی چند روز ورشو تبدیل به شهری شد که میان نیروهای آلمانی و لهستانی تقسیم شده بود. در هفته‌های ابتدایی قیام که هنوز عمده شهر در دست شورشیان بود مردم سعی می‌کردند علی‌رغم جریان داشتن جنگ در چند قدمی خود روال عادی زندگی را ادامه دهند و سالن‌های تئاتر، روزنامه‌ها و دیگر اجزا به کار خود می‌پرداختند.
پسران و دختران عضو سازمان پیشاهنگی که بین ۱۰ تا ۱۵ سال سن داشتند با شجاعت تمام وظیفه نامه‌رسانی بین نقاط محاصره شده شهر را به دست گرفتند. آن‌ها نامه‌هایی که حداکثر تا ۲۵ کلمه می‌توانست باشد را میان خانواده‌ها و مردمی که در نواحی مختلف شهر از هم جدا افتاده بودند انتقال می‌دادند؛ آنها در اوج کارشان روزانه ۱۰٬۰۰۰ نامه را تحویل می‌دادند و تا روز آخر قیام به کار خود ادامه دادند. در انتها ۸۰ درصد از هفتاد نوجوانی که وظیفه انتقال نامه‌ها را داشتند یا در اثر شلیک گلوله نیروهای آلمانی، سقوط دیوار یا کشته شدن در مسیرهای فاضلاب جان خود را از دست دادند. با ادامه یافتن نبرد و فشار بیشتر نیروهای آلمانی به صورت تدریجی وضعیت زندگی مردم عادی نیز رو به وخامت رفت. کمبود غذا، دارو و بمباران مداوم و سنگین نازی‌ها هر چه بیشتر باعث فشار به مردم و تلفات در میان آن‌ها می‌شد.

### تبلیغات و اطلاع‌رسانی
در طول اشغال لهستان توسط نیروهای آلمانی، تنها مراجع رسمی خبررسانی رادیو آلمان و روزنامه‌های تبلیغاتی بود که با عنوان گادژینوفکا منتشر می‌شد. این روزنامه‌ها جزوی از دستگاه تبلیغاتی آلمان نازی بود که در آن به صورت مرتب ضمن حمله به یهودیان و کمونیست‌ها تلاش می‌شد تا هویت ملی لهستانی‌ها و وحدت آن‌ها را زیر سؤال ببرد. دسترسی مردم به جهان آزاد اما از طریق گوش دادن به رادیو بی‌بی‌سی و روزنامه‌هایی بود که به‌طور مخفی در لهستان اشغالی چاپ می‌شدند. در زمان قیام ورشو بی‌بی‌سی و رادیو مسکو برای مردم ورشو به راحتی در دسترس بودند و برای مثال اطلاعات مربوط به محل فرود آمدن مهمات توسط هواپیماهای متفقین را بی‌بی‌سی به صورت کد مخابره می‌کرد اما لهستانی‌ها نیاز به این داشتند تا برای اطلاع‌رسانی به نیروهایشان و جهت آگاه‌سازی مردم نواحی آزاد شده از اتفاقات روزانهٔ جبهه‌های نبرد، خود دست به انتشار اخبار بزنند. از همین رو دولت زیرزمینی لهستان امکانات قابل توجهی را برای تبلیغات اختصاص داد. در طی روزهای جنگ روزنامه‌های زیادی چاپ شدند که مهم‌ترین روزنامه در آن ایام تابلو اخبار نام داشت. این روزنامه که از سال ۱۹۳۹ به صورت هفتگی و بدون وقفه منتشر می‌شد، در هنگام نبرد ورشو تیراژش به ۴۵٬۰۰۰ نسخه رسید و در تمام شهر پخش می‌شد.
از سال ۱۹۴۳ اعضا ارتش میهنی موفق شدند اولین ایستگاه رادیویی خود را بر پا کنند که در ابتدا می‌توانست تا لندن را پوشش بدهد. این ایستگاه که آذرخش نام داشت علی‌رغم تلاش آلمانی‌ها نامکشوف باقی ماند اما در روز شروع قیام به علت مشکلات فنی از کار افتاد و نیاز به تعمیر پیدا کرد. به همین دلیل به سرعت تلاش برای راه‌اندازی یک ایستگاه دوم در ساختمان پست ورشو آغاز شد که طوفان نام داشت. این رادیو در روز دوم قیام شروع به کار کرد و روزانه سه نوبت در ساعات ۱۰:۰۰، ۱۴:۰۰ و ۱۷:۰۰ و هر نوبت ۱۵ تا ۳۰ دقیقه شروع به مخابره اخبار می‌کرد که تا لندن قابل شنیدن بود. یک هفته بعد در ۸ اوت رادیو آذرخش نیز کار خود را از سر گرفت و روزانه چهار بار، هر بار برای مدت یک ساعت به خبررسانی می‌پرداخت. این رادیو به سه زبان لهستانی، انگلیسی و آلمانی پخش و با توجه به امکانات بهتری که داشت حتی تا نیویورک هم شنیده می‌شد. برنامه‌های معمول این دو رادیو شامل اخبار جبهه‌های نبرد، اشعار و سرودهای میهنی و کمک جهت اطلاع‌رسانی به واحدهای در محاصره افتاده نیروهای مقاومت بود. در ۲۶ اوت نیروهای آلمانی محل رادیو طوفان را کشف کردند و با بمباران آن را از کار انداختند اما رادیو آذرخش علی‌رغم تمامی مشکلات تا آخرین روز به مخابره می‌پرداخت.

## تلفات

### نیروهای آلمانی
تلفات نظامی نیروهای آلمانی شامل ۱۶٬۰۰۰ نفر کشته و مفقود، ۹۰۰۰ زخمی و بیش از ۲۰۰۰ اسیر بود که پس از پایان درگیری ۱۰۰۰ نفر از آن‌ها آزاد شدند. اقلام از دست رفته نیروهای آلمانی نیز عبارت بود از: ۳۱۰ عراده تانک، خودروی زرهی و توپخانه خودکششی، ۳ هواپیما، به علاوه ۳۴۰ کامیون و ماشین.

### نیروهای لهستانی
در سمت لهستان ۱۵٬۲۰۰ نفر نیروی مسلح جنبش مقاومت کشته و مفقود، ۵۰۰۰ نفر زخمی و ۱۵٬۰۰۰ نفر اسیر شدند. همچنین در جریان قیام ورشو حدود ۲۰۰٬۰۰۰ غیرنظامی جان خود را از دست دادند و نزدیک به ۷۰۰٬۰۰۰ نفر از شهر بیرون رانده شدند. از این تعداد ۵۵٬۰۰۰ نفر عنصر نامطلوب قلمداد شده و به اردوگاه‌های کار اجباری آلمان نازی فرستاده شدند که ۱۳٬۰۰۰ نفرشان به اردوگاه آشویتس انتقال یافتند.
| طرفین  | تلفات غیرنظامی | تلفات نظامی | زخمی | اسیر   |
| ------ | -------------- | ----------- | ---- | ------ |
| لهستان | ۲۰۰٬۰۰۰        | ۱۵٬۲۰۰      | ۵۰۰۰ | ۱۵٬۰۰۰ |
| آلمان  | نامعلوم        | ۱۶٬۰۰۰      | ۹۰۰۰ | ۲۰۰۰   |

۱۰٬۴۵۵ ساختمان شامل ۹۲۳ ساختمان تاریخی، ۲۵ کلیسا، ۱۴ کتابخانه از جمله کتابخانه ملی، دانشگاه ورشو و مدرسه پلی‌تکنیک در طول قیام از میان رفتند. تخمین زده می‌شود حدود یک میلیون نفر از مردم تمام دارایی خود را از دست دادند. در طول جنگ جهانی دوم ۸۵ درصد شهر ورشو از میان رفت که از این میزان ۲۵ درصد مربوط به قیام ورشو و ۳۵ درصد مربوط به پس از قیام ماست که ارتش نازی به دستور هاینریش هیملر مشغول به تخریب شهر بود.

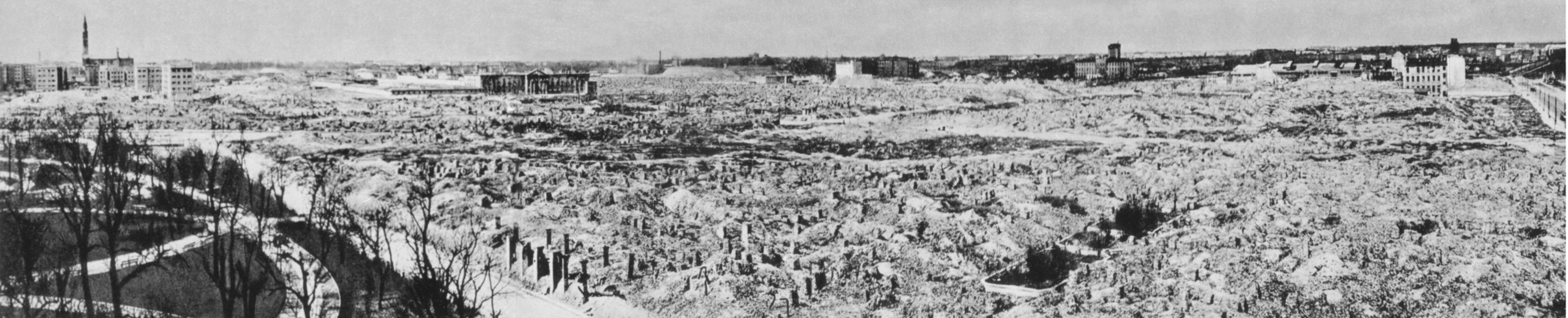
تصویری سراسرنما از ورشو در سال ۱۹۵۰ که میزان گسترده ویرانی شهر در طول جنگ جهانی دوم را نشان می‌دهد.

در نهایت و بعد از گذشت پنج ماه از آغاز قیام ارتش سرخ شوروی در روز هفدهم ژانویه سال ۱۹۴۵ میلادی وارد ورشو شد و این شهر خالی از سکنه را تصرف کرد.

## کمک‌های خارجی
ساعت ۵ عصر دو عراده تانک تایگر آلمانی که تعدادی زن را برای جلوگیری از حمله سپر خود قرار داده بودند در خیابان‌های ورشو ظاهر شدند. یک تانک به علت نبود سلاح ضد تانک مناسب به وسیله بطری‌هایی پر شده از گازوئیل نابود شد. ورشو موقعیت بسیار خوبی دارد و قسمت عمده شهر در دست نیروهای لهستانی است. لطفاً در اولین فرصت ممکن سلاح و مهمات برای ما ارسال کنید.

از ابتدای شروع قیام نیروهای لهستانی به مسئله کمبود سلاح آگاه بودند اما از آنجایی که قیام تنها قرار بود برای چند روز ادامه داشته باشد و با رسیدن قوای ارتش سرخ به پایان برسد ارتش میهنی قیام را آغاز کرد. با طولانی شدن قیام و مشخص شدن این واقعیت که نیروهای شوروی قصد ورود به ورشو یا کمک به شورشیان را ندارند متفقین غربی سعی کردند تا با عملیات بارریزی هوایی تا حدی به شورشیان کمک کنند.
در روز ۴ اوت اولین عملیات بارریزی هوایی شروع شد. عملیات را نیروی هوایی سلطنتی بریتانیا و نیروی هوایی ایالات متحده آمریکا با استفاده از پایگاه‌هایشان در ایتالیا و بریتانیا انجام می‌دادند اما به علت عدم اجازه شوروی برای استفاده از فرودگاه‌هایش توان عملیات بارریزی به شدت پایین آمد. در طول عملیات بارریزی هوایی ۲۳۹ تن ملزومات برای شورشیان ارسال شد اما به علت کوچک بودن فضای تحت اشغال شورشیان و نبود دقت کافی در عملیات که عمدتاً در شب انجام می‌شد قسمت اعظم این ملزومات در نواحی تحت اشغال نیروهای آلمانی به زمین رسیدند. در طول عملیات بارریزی هوایی تخمین زده می‌شود ۳۶۰ خدمه پروازی و ۳۴ هواپیما از دست رفته باشند. در طول قیام، چتربازهای لهستانی درخواست داشتند تا آن‌ها را از طریق هواپیما بر روی ورشو فرود بیاورند تا بتوانند به هموطنانشان کمک کنند اما این تقاضا رد شد و آن‌ها در مرکزشان واقع در پیتربوروی انگلستان باقی ماندند.
در جریان قیام ورشو آلمانی‌ها دو لشکر از نیروهای مجارستانی را در اطراف ورشو مستقر کردند تا در محاصره شهر کمک کنند. گروهی از این نیروها که در جنگل‌ها و نواحی اطراف شهر مستقر بودند با ارتش میهنی لهستان ارتباط گرفته و قسمتی از ملزومات مورد نیاز لهستانی‌ها از جمله دارو و سلاح را به آن‌ها تحویل دادند. حتی تعدادی از ایشان به نیروهای لهستانی پیوسته و در جریان قیام برای آزادی ورشو جنگیدند.
دربارهٔ عدم کمک به موقع ارتش شوروی به شورشیان، دستگاه تبلیغات اتحاد جماهیر شوروی اعلام می‌داشت که ضد حمله نیروهای آلمانی در شرق ورشو و خستگی نیروهای شوروی مانع از آن شد که ارتش شوروی بتواند کمک به موقع را برای نیروهای لهستانی در داخل شهر فراهم کند. ژنرال لئوپولد اکولیتسکی که خود از فرماندهان نیروهای لهستانی در هنگام قیام ورشو بود تصویر کاملی از شرایط آن روزها ارائه می‌دهد که نشان‌دهنده رویه روس‌هاست؛ طی یک ماه اول نبرد تمام پیام‌های ارسالی از شورشیان به فرمانده نیروهای روس مارشال کنستانتین روکوسوفسکی بدون جواب باقی می‌ماند اما با ورود نیروهای روس به شرق رودخانه دوباره ارتباطاتی میان دو طرف برقرار می‌شود و حتی روس‌ها دو نیروی اطلاعاتی خود را با چتر بر روی شهر فرود می‌آورند اما بعد از مدتی دوباره این ارتباطات قطع می‌شود و کمک جدی از جانب روس‌ها ارسال نمی‌شود. آنچه که مشخص است از هنگام مذاکرات تهران در سال ۱۹۴۳ میلادی آمریکا و شوروی بدون اطلاع بریتانیا بر سر مرزهای پس از جنگ شوروی موافقت کرده بودند. دولت در تبعید لهستان مانع بزرگی بر سر این تعیین مرزها و دیگر منافع شوروی در لهستان پس از جنگ بود و بقای آن می‌توانست دردسرهای زیادی را برای شوروی ایجاد کند. به همین دلیل هم استالین تمایل چندانی به بازگشت نیروهای طرفدار غرب به لهستان نداشت و خود دولتی شامل کمونیست‌های طرفدار شوروی را برای حکومت بر لهستان ایجاد کرده بود.
در روزهای قیام ورشو، شوروی در پاسخ به تماس‌های مکرر متفقین غربی‌اش اعلام داشت که قیام ورشو یک شورش شکست خورده و بدون توان لازم است و شوروی قصدی برای کمک به آن‌ها ندارد و به همین دلیل هم شوروی اجازه فرود به هواپیماهای غربی که برای لهستانی‌ها ملزومات حمل می‌کردند را نمی‌دهد. با ادامه یافتن مقاومت نیروهای لهستانی، استالین در اقدامی که بیشتر نمایشی بود دستور داد تا کمک‌های هوایی برای نیروهای داخل شهر ارسال شوند اما این کمک‌های بسیار محدود، شبانه و بدون چتر بر روی شهر ریخته شدند و همین باعث شد که اکثر آن‌ها غیرقابل استفاده باشند. در تمام طول شورش نیروهای شوروی تنها چند کیلومتر با شورشیان فاصله داشتند اما اقدامی برای سرکوب نیروی هوایی آلمان که از فرودگاهی در همان نزدیکی به عملیات می‌پرداخت نکردند. استالین ترجیح می‌داد تا مهم‌ترین مخالفانش در درون ورشو و به دست نیروهای آلمانی سرکوب شوند تا او بتواند بدون هیچ مشکلی دولت دست‌نشانده خودش را در لهستان برپا کند.

## در فرهنگ و هنر
- کانال، فیلمی به کارگردانی فیلم‌ساز لهستانی آندری وایدا در سال ۱۹۵۶ اولین فیلمی بود که به جریان قیام ورشو می‌پرداخت.[۵۴]
- فیلم پیانیست که در سال ۲۰۰۲ توسط رومن پولانسکی ساخته شد به صورت کوتاهی قسمتی از قیام ورشو را نمایش می‌دهد.[۵۵]
- فیلم ورشو ۴۴ ساخته سال ۲۰۱۴ به این قیام اختصاص دارد.[۵۶]

## یادداشت
1. ↑  August Agbola O’Brown
2. ↑  Kubuś
3. ↑   Karl-Gerät
4. ↑  Brühl Palace
5. ↑  Woli
6. ↑  Ochoty
7. ↑  gadzinówka
8. ↑  Biuletyn Informacyjny
9. ↑  Blyskawica
10. ↑  Burza